# Zhang Sanfeng

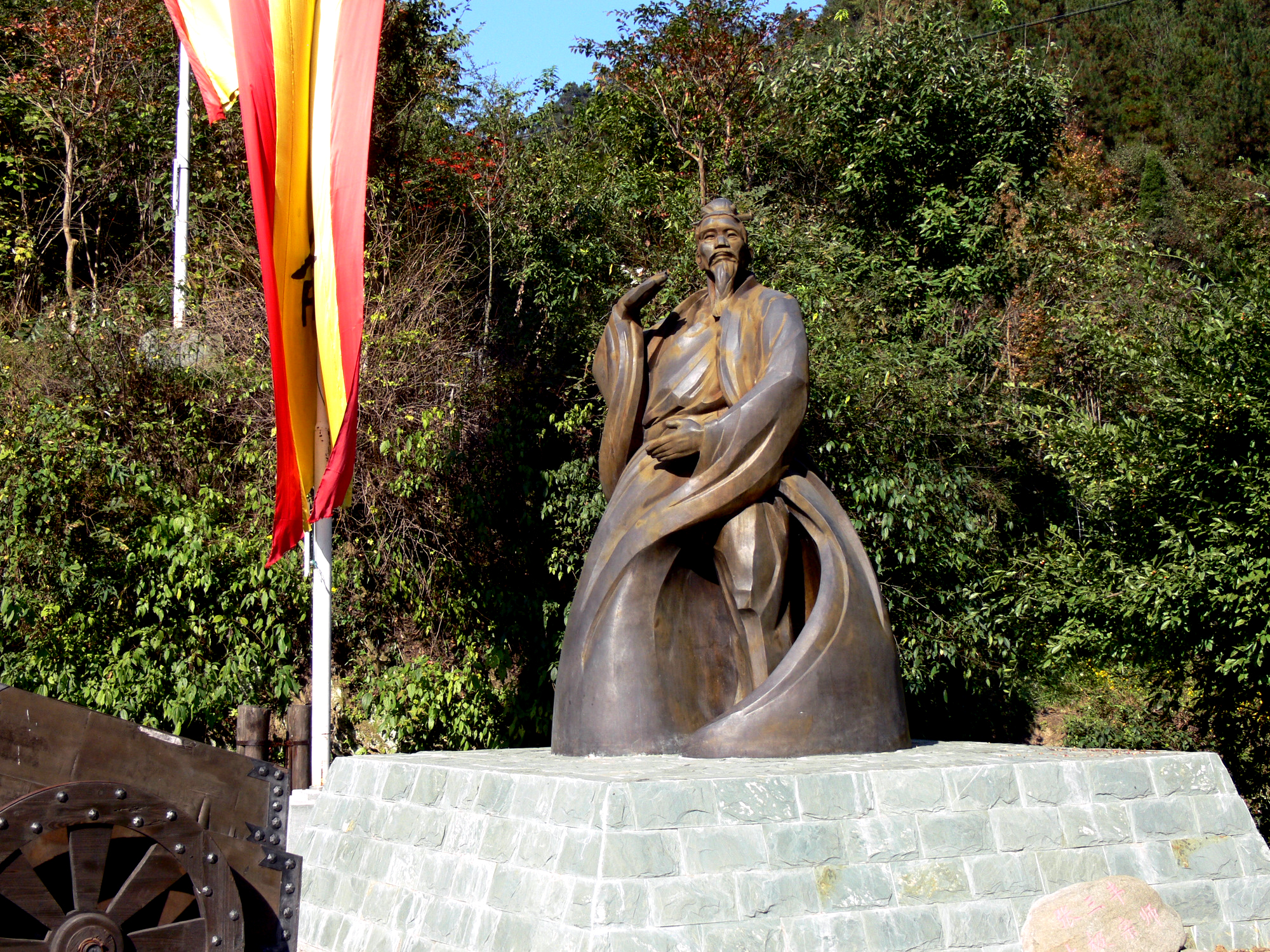
Posąg Zhang Sanfenga w górach Wudang Shan

Zhang Sanfeng (chiń. upr. 张三丰; chiń. trad. 張三丰; pinyin Zhāng Sānfēng) – na wpółlegendarny pustelnik taoistyczny z przełomu epok Yuan i Song, który ponoć osiągnął nieśmiertelność. Według tradycji jest twórcą koncepcji i praktyki neijia (內家), tzw. wewnętrznej odmiany chińskich sztuk walki, przeciwstawianej "twardemu" stylowi z Szaolin. Uważany jest także za pioniera taijiquan i qigong. Jest znanym bohaterem popularnego w Chinach nurtu wuxia w literaturze i filmie. 